# Pipe Ridware
Pipe Ridware – wieś w Anglii, w Staffordshire, w dystrykcie Lichfield, w civil parish Mavesyn Ridware. Leży 18,3 km od miasta Stafford, 35,6 km od miasta Stoke-on-Trent i 183,9 km od Londynu. W 1931 roku civil parish liczyła 52 mieszkańców. Pipe Ridware jest wspomniana w Domesday Book (1086) jako Rid(e)ware/Ridvare.